# Antennenknauf

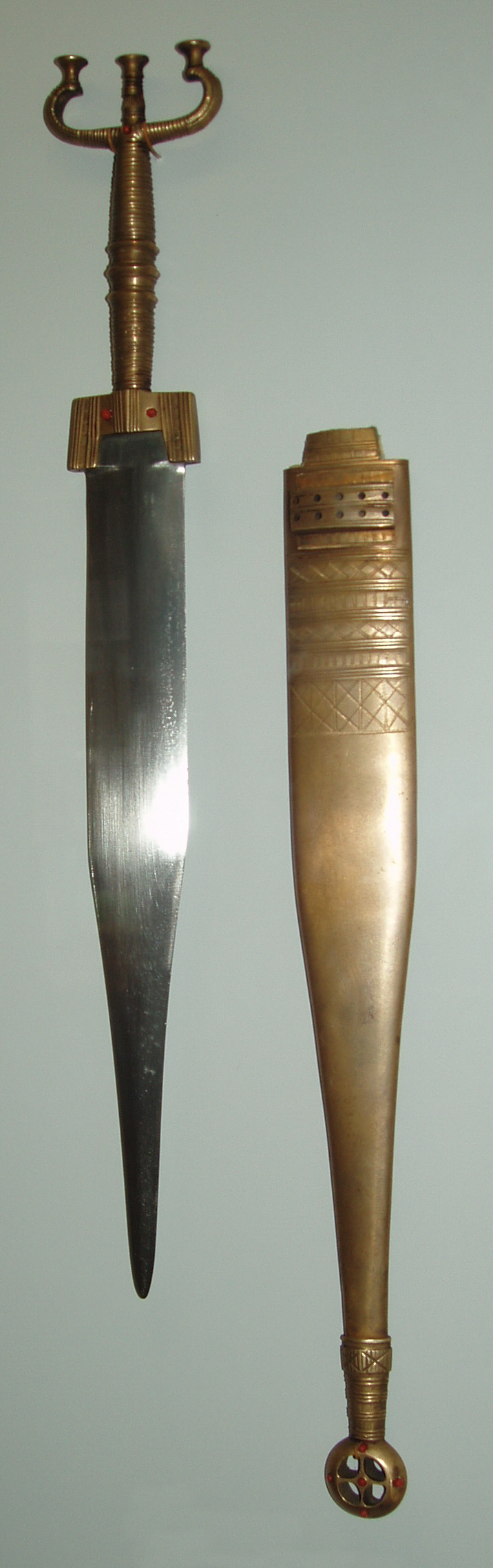
Dolch mit Antennenknauf

Der Antennenknauf ist eine Knaufform, die ein Merkmal von Antennendolchen ist.

## Beschreibung
Die Enden dieses Knaufes waren nach oben sichel- bis oval oder ringförmig umgebogen. Es handelte sich um eine flache Metallstücke, an der zwei Seiten dünn ausgeschmiedet und dann nach oben umgebogen oder eingerollt wurden. Dadurch entstand an den Seitenteilen die Form von Hörnern oder Schnecken. Mit diesen Stücken wurde der Knauf am Ende abgedeckt.  Der Antennenknauf wurde etwa von 1800 v. Chr. bis etwa 500 v. Chr. eingesetzt. Die Form lebte später im 13. und 14. Jahrhundert wieder auf; dazu werden einige Varianten des Ringknaufdolches dem Antennenknauf zugeschrieben.